# Anouar Invest
 (septembre 2014).
Si vous disposez d'ouvrages ou d'articles de référence ou si vous connaissez des sites web de qualité traitant du thème abordé ici, merci de compléter l'article en donnant les références utiles à sa vérifiabilité et en les liant à la section « Notes et références ».
Anouar Invest est une holding marocaine créée en octobre 2007.
Elle gère une vingtaine de filiales, principalement dans l'agroalimentaire et l'immobilier. C'est aujourd'hui le 2e groupe alimentaire au Maroc .
Son propriétaire est El Hachmi Boutgueray.

## Acquisition Fandy Group
Début octobre 2009 et afin de ne plus importer, El Hachmi acquiert le Groupe Fandy pour 350 millions de DH. Le Groupe Fandy qui était en proie à un désaccord entre ses actionnaires, Abdelhak Bennani avec 36 %, son frère feu Azzeddine Bennani 32 % (détenus par ses héritiers) et 32 % par la famille Benchimoul. C'est depuis le décès de Azzedine Bennani que les problèmes de gestion sont apparus. Ils ont finalement décidé, pour le bien du groupe, de se séparer de leurs participations et ont donc cédé aux avances de la Holding Anwar Invest. Ce dernier parachève son intégration verticale qu'il avait commencée par la fin.

## Parc éolien
Afin d'alimenter en électricité ses différentes usines, le groupe finalise un projet de parc éolien dans la région d'Essaouira pour un montant de 400 millions de DH.

## Cession de Silver Food
Le holding annonce la cession de sa filiale en juillet 2015 à une filiale de Supreme Group, un opérateur émirati. Cette marque et ses filiales, avec un CA de 41 millions d'Euros en 2013, est l'un des leaders de l'industrie halieutique au Maroc (capacité de production de 100 millions de conserves de sardines, de thon et de maquereaux).

## Filiales
- Pôle Agroalimentaire :
  - 1994: Stock Pralim.
  - F.Q.F
  - 2009: Silver Food
  - 2009: Sopcoda
  - 2009: Cahimsa
  - 2009: Fapasa
  - 2009: Holding Fandy possédant Copragri, Fandy Delicium, Fandy Binayat.
  - 2014: Best Milk (Le Bon lait).
- Pôle Immobilier : 
  - 2006: Anouar Almostakbal
  - 2006: Anwar Développement
  - Holding Gulf Home
- Pôle Logistique :
  - 2004: Disbo
  - Logistic City